# 福島交通7000系電車

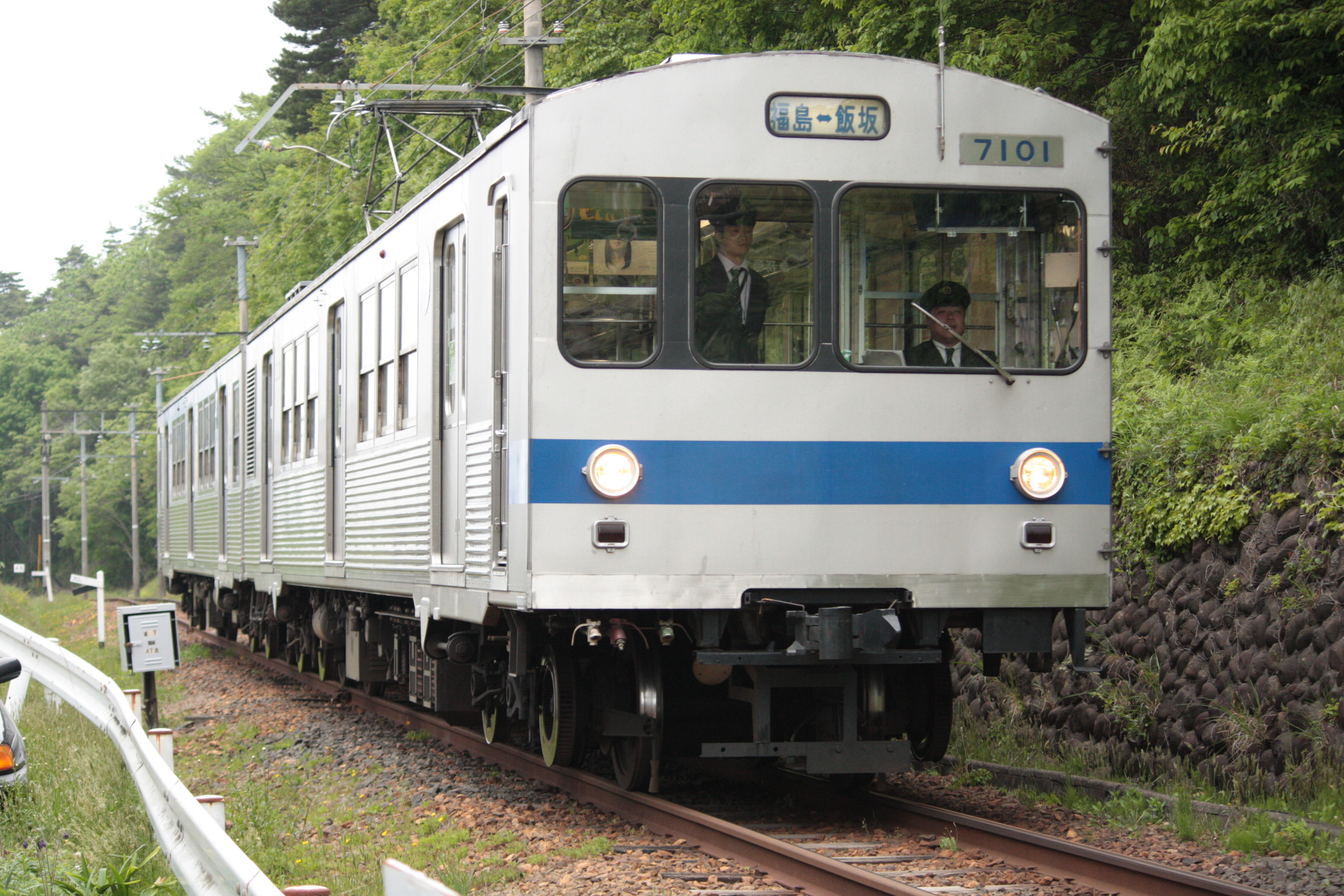
7000系電車

福島交通7000系電車（ふくしまこうつう7000けいでんしゃ）は、福島交通で使用されていた通勤形電車である。

## 概要

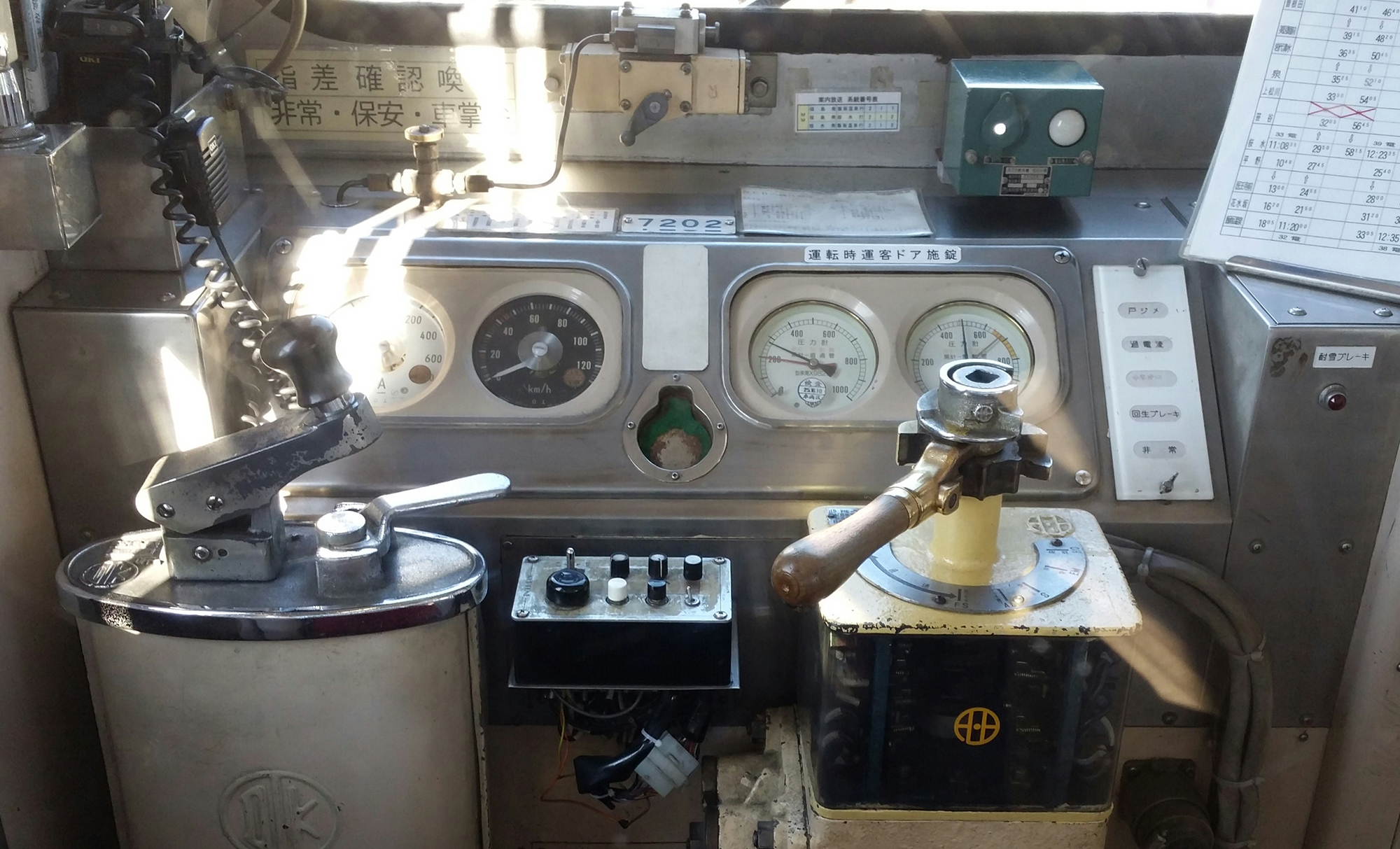
7000系の運転台

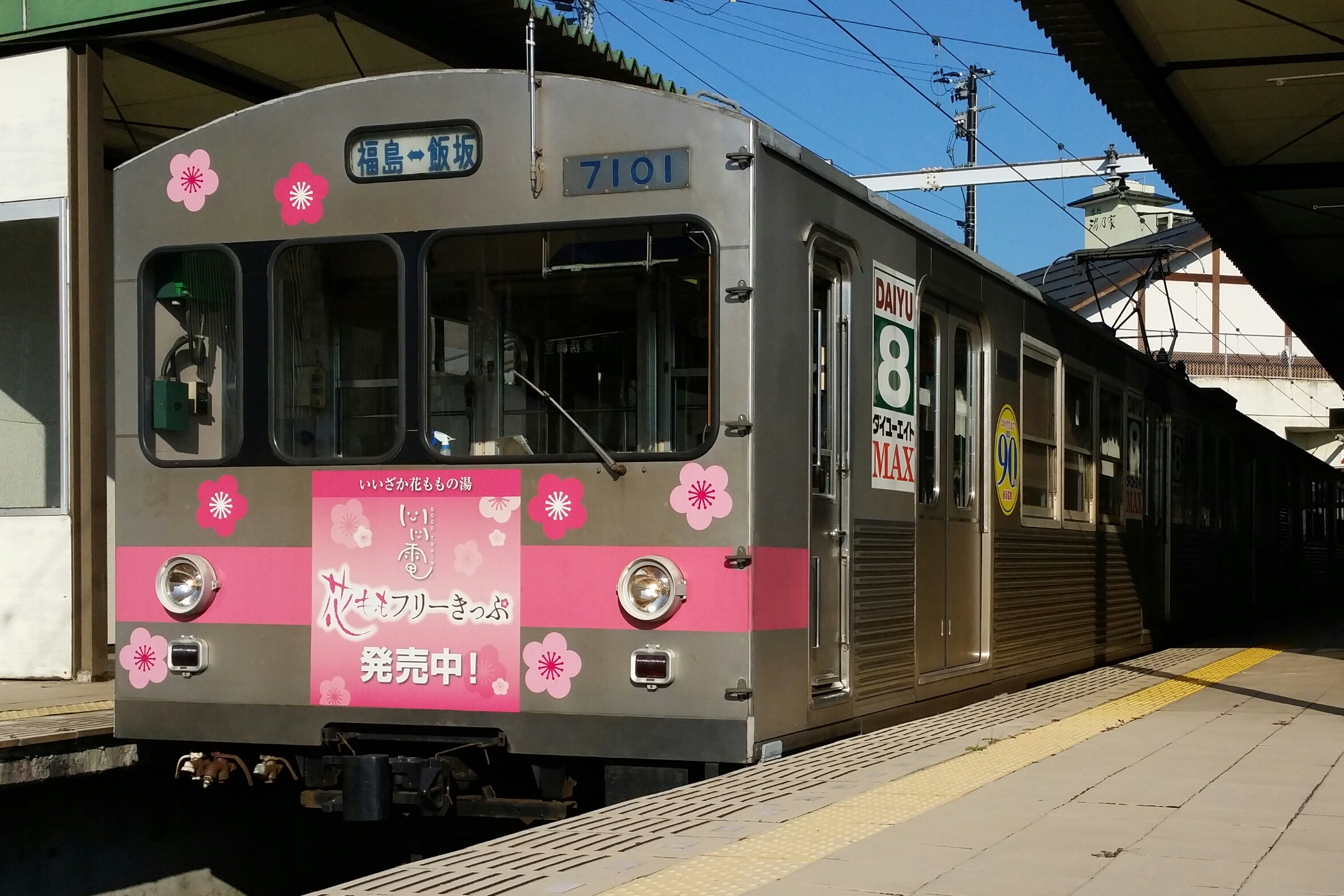
花ももフリーきっぷカラー

飯坂線の架線電圧1,500Vへの昇圧に伴い、在来車を一掃するため東京急行電鉄から7000系を譲り受けた車両である。
全車が中間電動車デハ7100形が種車となっており、制御電動車のデハ7100形とデハ7200形、付随車のサハ7300形の3形式に分かれている。また1両を除いて、東洋電機製造製の電装品を装備した車両（東洋車）からの改造である。制御装置は電動カム軸式抵抗制御、台車はオリジナルのパイオニアⅢ形台車が使用されている。
種車が中間電動車であることから、先頭車には新たに非貫通型の運転台が設置されている。東急7000系を譲り受けた他社の改造先頭車とほぼ同様の形態だが、尾灯が角型になっている点が異なる（他社の車両は丸型）。
2両編成3本（デハ7101＋デハ7202、デハ7103＋デハ7204、デハ7105＋デハ7206）のみ床置式冷房装置が設置されており、形式もデハ017100形＋デハ017200形として区分されている。

## 編成表
| 両数    | 編成数 | 総数 | 編成概要 ← 福島飯坂温泉 → | 編成概要 ← 福島飯坂温泉 → | 編成概要 ← 福島飯坂温泉 → |
| 2両編成 | 4本    | 8両  | デハ7100 (017100)         | デハ7200 (017200)         |                           |
| 3両編成 | 2本    | 6両  | デハ7100                  | サハ7300                  | デハ7200                  |

- () 内は冷房車
- 3両編成は平日朝のみの運転であった。それ以外の時間帯と土休日はすべて2両編成での運転。ただし運用上、2両編成が使用できない場合は夕方に3両編成を使用する場合があった。

## 引退
福島交通では7000系の置き換え用として、2016年10月から1000系電車の導入を開始した。これに伴い7000系は、同年8月末にデハ7109＋デハ7210が引退したのを皮切りに順次置き換えが進み、2019年3月31日に行われたデハ7101＋デハ7202のラストランをもって定期営業運転を終了した。
同年4月以降、デハ7101＋デハ7102は鉄道イベントや貸切列車などで活用されていたが、曽根田駅の改装に伴って同駅の休憩所として整備されることになったため、2022年に曽根田駅に移動し、同年4月29日から休憩所「お休み処ナナセン」として保存されている 。

## 車両番号の変遷
| 現行車両番号 | 現行車両番号 | 東急時代 | 東急時代 |
| ------------ | ------------ | -------- | -------- |
| デハ7101     | デハ7202     | デハ7126 | デハ7125 |
| 7103         | 7204         | 7124     | 7157     |
| 7105         | 7206         | 7158     | 7123     |
| ※7107        | ※7208        | 7116     | 7147     |
| 7109         | 7210         | 7148     | 7115     |

| 現行車両番号 | 現行車両番号 | 現行車両番号 | 東急時代 | 東急時代 | 東急時代 |
| ------------ | ------------ | ------------ | -------- | -------- | -------- |
| デハ7111     | サハ7316     | デハ7212     | デハ7118 | デハ7134 | デハ7117 |
| 7113         | 7315         | 7214         | 7140     | 7107     | 7129     |